# João Emeneslaus
João Faras ou João Emeneslau, plus connu comme Mestre João, était un médecin, astronome et astrologue espagnol présent dans l'expédition commandée par Pedro Álvares Cabral qui toucha le Brésil en avril 1500. Cette expédition est considérée comme étant la première à toucher le Brésil.
Le 28 avril 1500, il aurait envoyé une lettre au roi Manuel I où comme la lettre de Pero Vaz de Caminha, il faisait des commentaires sur les nouvelles découvertes. Dans un des passages de la lettre écrite dans la baie Cabrália, où il a effectué les premières études astronomiques au Brésil, il nomma pour la première fois la constellation de la Croix du Sud .
Il y suggère au roi de demander une carte où il pourrait localiser l'expédition ce qui prouverait que les Portugais connaissaient déjà le territoire brésilien.
La Lettre de Maître Jean fut découverte par l'historien Francisco Adolfo de Varnhagen, et fut publiée pour la première fois en 1843.

## Source
L'article de la version en langue portugaise